# Bassette
A bassette egy belga tyúkfajta.

## Fajtatörténet
A 19. század elején sok törpetyúk volt található a belga Limburg közeli tanyákon. Apró tyúkok voltak felismerhető értékek nélkül. Ezek a kistestű tyúkok viszonylag nagy számban tojtak testükhöz képest relatív nagy tojásokat. W. Collier próbált meg ezekből a tanyasi kistestű tyúkokból egy egységes megjelenésű tojófajtát kitenyészteni. Miután a szelekciós munkássága már sínen volt, 1917-re a jó tojáshozamú bassette „elkészült”. 
A haszonállat tulajdonsága határozta meg a későbbiekben a fajta fennmaradását. 1939-ben a tenyésztő a bassette jövedelmezőségére koncentrált. Megállapította, hogy a bassette a közepes és nagy testű tyúkok takarmányának csupán 1/3-át igényli, és emellett mégis a nagy tyúkok tojáshozamának 2/3-át képes teljesíteni. Hogy a célját hatékonyabban nyomatékosítani tudja, megemlítette, hogy francia telepeken hústyúk csibék keltetésére használják a bassette kotlósokat. Sőt, ha a bassette-t keresztezték a húsfajtával, akkor az utódok gyors növekedést mutattak kevés takarmány mellett. 
A II. világháború után csaknem teljesen eltűnt a fajta. A megmaradt állatokat professzor Willems gyűjtötte be a tanyákról. Így néhány év alatt egy több száz egyedből álló törzsállományt nevelt ki. Ezeket az tyúkokat a Gent Egyetem egy kísérleti tanyáján tartotta. Professzor Willems ezzel a tettével megmentette a bassette fajtát az eltűnéstől, leromlástól, beltenyésztéstől.       

## Fajtabélyegek, színváltozatok
Háta széles, hosszú, válla szintén széles. Szárnyai hosszúak, testhez simuló. Farktollak nagyok, enyhén legyezős, fenntartott. Melltájék lekerekített, széles, nem túlságosan előreeső. Nyaka közepes nagyságú. Feje közepes méretű, arca piros. Taraj egyszerű típusú, nagy, 5 egyforma fogazattal. Füllebenyek fehérek. Szemek nagyok, élénkek, sötétvörös, sötétbarna. Csőr erős, kékes és sötét szarvszínű. Csüd meglehetősen rövid a testhez képest, palakék. 
Színváltozatok: Fürjszínű, ezüstfürj, és gyöngyszürke-ezüstfürj színű.

## Tulajdonságok
Ez a fajta úgymond féltörpe. Egy nagyobb testű törpefajta, vagy kisebb testű tyúk. Igen erős felépítésű törpetyúk. Érdeklődő, aktív táplálékkereső.  
| Általános tulajdonságok: | Általános tulajdonságok:       |
| ------------------------ | ------------------------------ |
| Súlya                    | kakas ~ 1 kg, tojó 800 - 900 g |
| Gyűrűmérete              | kakas 13, tojó 11              |
| Tenyésztojás tömege      | 40 g                           |
| Tojáshéj színe           | fehér                          |
| Éves tojáshozama         | 120 db                         |